# Иудаизм и гомосексуальность
Тема гомосексуальности в иудаизме восходит к библейской книге Левит, которая грозит смертной казнью мужчине, который «возляжет с мужчиною как с женщиною». На практике галахические суды неправомочны выносить смертные приговоры. Законоучители Талмуда постановили, что с разрушением Храма (в 70 году н. э.) Синедрион утратил право приговаривать к смертной казни. Даже до разрушения Храма, когда такая возможность теоретически существовала, согласно Мишне, смертная казнь применялась крайне редко, в исключительных случаях.
Исторически преобладающей точкой зрения среди приверженцев иудаизма было восприятие гомосексуальных контактов как греховных. Традиционно текст Торы толковался как запрет на любую гомосексуальную половую активность. Однако эта точка зрения в последнее время стала подвергаться сомнению во многих течениях иудаизма. Различие точек зрения на гомосексуальность в различных течениях иудаизма привело не только к жарким дискуссиям, но и к многочисленным расколам.
До сих пор, гомосексуальный мужской половой акт, приверженцами ортодоксального иудаизма, считается противоречащим иудейской религии. С другой стороны, реконструктивистский иудаизм и реформистский иудаизм не придерживаются этой точки зрения и допускают как гомосексуальные связи, так и однополые браки. Комитет по Еврейским Законам и Стандартам консервативного иудаизма, с декабря 2006 года выпустил множество заключений в рамках своей философии плюрализма, которое существенно либерализует взгляд на гомосексуальный секс и отношения.
Лайонел Блу был первым британским раввином, публично объявившим себя геем, что он и сделал в 1980 году. Аллен Беннетт стал первым открытым раввином-геем в Соединённых Штатах в 1978 году.
В 2013, Реконструкционистская раввинская ассоциация избрала в качестве президента Джейсона Кляйна, который стал первым открытым гомосексуалом, избранным как глава национальной раввинской ассоциации, одной из основных иудейских деноминаций в Соединённых Штатах.
В 2015 году раввина Дэвида Эджер стала первой открытой гомосексуальной женщиной-президентом Центральной конференции американских раввинов, крупнейшей и старейшей раввинской организации Северной Америки

## Отношение к гомосексуальности в Торе
Тора (первые пять книг Ветхого Завета) является наиболее аутентичным, классическим источником еврейского взгляда на гомосексуальность. В тексте Торы сказано: «Не ложись с мужчиною, как с женщиною, ибо мерзость это» (Лев. 18:22).
Термин «то’ева», употреблённый для описания этого греха в Торе, обычно переводят как «мерзость». Тот же термин используется в Торе для описания многих других запрещённых для еврея действий, включая инцест, идолопоклонничество, употребление в пищу нечистых животных и экономические преступления. В контексте сексуальных запретов слово «то’ева» интерпретируется в Талмуде, классическом источнике ортодоксального раввинистического учения, как сокращение слов «то’е ата ва», означающих «Ты отклоняешься от природного, естественного».

## Ортодоксальный иудаизм
Классическая раввинистическая интерпретация понимает запрет Торы «Lo tikrevu legalot ervah» («Ты не должен приближаться к другому человеку для того, чтобы совершить сексуальное преступление») как запрещающий любые сексуальные действия, которые могут привести к запрещённому половому акту, и предписывает наказание розгами или плетьми.
Однако даже в библейские времена было трудно получить доказательства преступления, которые бы привели к наказанию плетьми. В любом случае раввинистическая традиция понимает систему наказаний Торы, включающую смертную казнь за однополые сношения между мужчинами, как не имеющую больше силы. Однако сама тяжесть предлагаемого Торой наказания может отражать серьёзность, с которой однополые сношения воспринимались в библейские времена. В исторических еврейских источниках нет ни одного упоминания о том, чтобы смертный приговор за однополый сексуальный контакт в действительности был вынесен и приведен в исполнение по отношению к кому-либо.

### Гомосексуальные контакты между женщинами
Лесбизм также запрещается раввинистической традицией и литературой. Этот запрет базируется на стихе Торы «Не следуйте путём Египта, где вы жили раньше, ни Кнаана, куда я вас веду. Не следуйте ни одному из их обычаев» (Левит 18:3). В талмудической литературе (Сифра Ахарей Мот 8:8-9) поясняется, что имеются в виду сексуальные обычаи и что одним из запретных обычаев был брак между двумя женщинами, а также брак мужчины одновременно с женщиной и её дочерью. Талмуд содержит различные мнения почти по любому вопросу, однако большинство современных талмудистов смотрят на лесбийскую любовь негативно.
За лесбийскую любовь может следовать наказание плетьми или розгами. Женское гомосексуальное поведение не влечёт за собой пенетрацию членом, поэтому рассматривается раввинами как менее серьёзное нарушение по сравнению с мужским гомосексуальным поведением или с супружеской изменой женщины с другим мужчиной.
Классические ортодоксальные еврейские источники не упоминают само по себе гомосексуальное «влечение» как внутренне греховное, хотя оно часто оценивается как «противоестественное». Однако тот, кто имел гомосексуальный контакт, рассматривается как позволивший своему «противоестественному влечению» возобладать над собой. Поэтому в классическом иудаизме считается, что не воздержавшийся от гомосексуального контакта будет отвечать перед Богом за свои действия, за то, что позволил своему противоестественному влечению возобладать над собой. Если же еврей, практиковавший гомосексуальные контакты, совершает «тшуву» (возвращение к вере), то есть прекращает недозволенные сексуальные контакты, раскаивается в том, что делал, просит прощения у Бога, и даёт твёрдое обещание больше никогда не совершать подобных действий, то он рассматривается как заслуживший прощение у Бога (подобно другим тяжёлым грехам, исключая убийство).
Вместе с тем в истории неизвестны случаи наказания по Галахе за гомосексуальные проявления, хотя закрытые мужские сообщества, какими являются еврейские религиозные учебные заведения, по всем признакам могут являться благоприятной классической средой для развития гомосексуальных отношений.

### Традиционное определение р. И. Якубовича
Взгляд большинства ортодоксальных евреев на гомосексуальность отражён в главе «Гомосексуальность», написанной раввином Иммануэлем Якубовичем в первом издании книги «Энциклопедия иудаизма» от 1968 года, выпущенной издательством «Кетер Паблишинг».

«Еврейский закон […] отвергает мысль о том, что гомосексуальность — это нечто, что должно быть рассматриваемо просто как болезнь или как нечто морально нейтральное. Еврейский закон отвергает гедонистическую этику, отвергает секс ради удовольствия, даже если он называется «любовью». Еврейский закон осуждает гомосексуальные отношения не меньше, чем другие моральные нарушения, базирующиеся на гедонистической этике, будь то инцест или супружеская неверность, даже если они происходят по любви и взаимному согласию»— р. Иммануэль Якубович, «Энциклопедия иудаизма» (1968 г.)

### Пересмотр определения р. Н. Ламма
В 1970-х годах некоторые раввины, примыкающие к движению «современная ортодоксия», выдвинули новые подходы к феномену гомосексуальности и предложили новое отношение ортодоксальной еврейской общины к гомосексуальности своих членов.
Они пересмотрели традиционные взгляды о том, что все гомосексуалы сознательно выбирают участие в гомосексуальных актах для того, чтобы унизить или отвергнуть Бога («леһах’ис»), или что гомосексуалы являются извращенцами или психически больными людьми.
Более близкое знакомство с последними социологическими, психологическими, медицинскими и биологическими исследованиями, так же как и личные контакты с евреями-гомосексуалами, придерживающимися ортодоксального иудаизма, привело некоторых современных ортодоксальных еврейских лидеров к более толерантной позиции.
В издании от 1974 года «Энциклопедии иудаизма» раввин Норман Ламм (бывший ректор и президент Иешива-университета в Нью-Йорке, теолог, один из лидеров «современного ортодоксального» иудаизма) написал статью о гомосексуальности. Норман Ламм был более знаком с современными ему научными и психологическими исследованиями (эпохи ранних 1970-х) на тему гомосексуальности. Поэтому он ввёл галахический принцип, названный им «принцип один», обозначающий случай или событие, лежащие вне сферы контроля индивидуума, неподвластные ему.
Раввин Ламм рассматривал гомосексуальность как нечто присущее индивиду и неподвластное ему. В этой концепции гомосексуальные акты — это нечто, совершаемое индивидом под влиянием его внутренних свойств и психологических установок, поэтому Ламм считал, что неверным было бы осуждать или наказывать гомосексуалов за эти действия. Вместо осуждения и неприятия Ламм предлагал концепцию сочувствия, понимания, любви и одновременно «усилий по реабилитации» (то есть усилий, обращённых на то, чтобы сделать гомосексуалов «нормальными» гетеросексуалами). В то же время Ламм подчёркивает в своей статье, что ортодоксальный иудаизм по-прежнему считает безусловно греховными гомосексуальные половые акты, чем бы они ни были обусловлены. Он также указывает, что, по его мнению, не все формы гомосексуальности могут быть воспринимаемы и прощаемы как психическое заболевание, как патология, и призывает к использованию термина «извращение» (перверзия) как находящегося в более тесной коннотации с библейским понятием «то́ева», чем более нейтрально звучащий медицинский термин «отклонение» (девиация). Он также выражает опасение, что, если общество станет более терпимым к гомосексуальности, то это может привести к большей агрессивности взрослых гомосексуальных педофилов в отношении несовершеннолетних.
Взгляды, изложенные раввином Ламмом в его статье от 1974 года, суммировали его взгляды, неоднократно излагавшиеся им в более ранних статьях, прежде всего в январском/февральском издании журнала «Еврейская жизнь» от 1968 года. Взгляды раввина Ламма в последние десятилетия получили значительную поддержку и популярность в современном ортодоксальном иудаизме.

#### Критики р. Н. Ламма
В то же время взгляды раввина Ламма жёстко отвергаются ультраортодоксальными последователями иудаизма (харедим). Харедим считают переоценку Ламмом отношения к гомосексуальности манипуляцией традиционными еврейскими законами и ценностями в политических целях, и не проявили никаких признаков повышения толерантности к гомосексуальности в последние десятилетия.

### Отношение к проблеме раввинского истеблишмента в России
Так же далеко от либерализма и отношение лидеров ортодоксальных еврейских общин в России и странах СНГ и Прибалтики. В частности, Главный раввин ФЕОР Берл Лазар заявил, что гей-парад в Москве, в случае его проведения, нанесёт удар по состоянию нравственности. «Как религиозный деятель я прежде всего обязан сказать, что наша религия категорически запрещает гомосексуализм. Насколько я знаю, такое же резко негативное отношение к гомосексуальным связям существует у всех традиционных религий России», — сказал раввин в своем интервью «Интерфаксу». По его убеждению, если человек не может найти удовлетворения в образе жизни, соответствующему божественному предназначению, общество должно прийти на помощь к такому человеку. Б. Лазар также выразил уверенность в том, что это вопрос нравственности, а не права. По его словам, «пропаганда гомосексуализма, как и любых других сексуальных извращений, не имеет права на существование».
По мнению Берла Лазара, откровенное обсуждение интимных сторон жизни, выставление их напоказ, даже если они соответствуют обычным формам поведения, «тоже нежелательны — на то они и интимные, что касаются только двух человек». Он сказал, что «здесь мы должны думать в первую очередь об интересах наших собственных детей». Говоря об этом, он также отметил, что общество должно извлечь главный урок из скандала вокруг публикации карикатур на пророка Мухаммеда, который заключается в том, что «любая публичная акция должна предприниматься с умом, с учётом того, что есть разные люди, и они могут быть оскорблены твоими словами или действиями». «Уверяю вас: парад гомосексуалистов — это ничуть не меньшее оскорбление чувств верующих, чем любые карикатуры в газетах. Полагаю, что это будет воспринято как оскорбление не только верующими, но и подавляющим большинством населения нашего города».
Взгляды Лазара в этом вопросе разделяет и Главный реформистский раввин России Зиновий Коган, осудивший гомосексуальные проявления и возражавший против проведения гей-парада.

## Консервативный иудаизм(Масорти)
В консервативном иудаизме еврейские учёные-знатоки галахического права и религии, заседающие в «Комитете по еврейским законам и стандартам» (КЕЗС), на консенсусной основе принимают решения, определяющие трактовку еврейских законов. В 1992 году КЕЗС принял четыре «тшувот» по теме гомосексуальности. Эти четыре галахических постановления сейчас используются как основные юридические источники по теме гомосексуальности в консервативном иудаизме и отражают достигнутый внутри консервативной иудейской общины консенсус по этому вопросу.
Текущий консенсус консервативных раввинов определяет, что гомосексуальные отношения не могут считаться соответствующими Галахе (еврейскому закону), не могут одобряться еврейским законом. В то же время в постановлениях указано, что галахический закон не может быть единственным источником для определения отношения консервативной общины к гомосексуальности, учитывая современную научную, медицинскую, биологическую и психологическую информацию о происхождении и природе гомосексуальности. Также постановления отмечают, что более новая информация по теме гомосексуальности может быть достаточной для принятия более толерантного отношения к гомосексуальности и потенциальных юридических новшеств в галахическом законодательстве, поэтому раввины оставляют за собой право в будущем пересмотреть принятое решение.
Консенсусное постановление КЕЗС по отношению к гомосексуальности в консервативном иудаизме, принятое 25 марта 1992 года, гласит:
1. Мы не будем проводить церемоний бракосочетания для геев и лесбиянок.
2. Мы не будем принимать открытых гомосексуалов в наши раввинские и канторские школы (ешивы) и университеты, а также в Раввинское собрание или Канторское собрание. В то же время мы не собираемся предпринимать каких-либо репрессий в отношении тех, кто уже является нашими членами или студентами наших учебных заведений.
3. Вопрос о том, имеют ли право открытые гомосексуалы работать учителями или молодёжными лидерами в наших конгрегациях и школах, мы оставляем на усмотрение раввинов, имеющих право на принятие галахических решений в конкретном учреждении, принадлежащем к нашему движению. Мы предполагаем, что в этом, как и во всех других отношениях, раввины, принимая решения, будут учитывать мнения и чувства людей их общины или школы. Личное мнение раввина по поводу толкования еврейского закона в этом отношении, поддержанное «тшувой» КЕЗС, также может быть одним из определяющих факторов в принятии решений в этой области.
4. Подобно вышеизложенному, раввин в каждом консервативном учреждении, в сотрудничестве и консультациях с лидерами консервативной общины, имеет право самостоятельно определять политику в отношении возможности для открытых гомосексуалов быть лидерами общины или синагогальными служками.
5. В любом случае, в соответствии с постановлениями Раввинского собрания и Совета объединённых синагог, мы подтверждаем, что геи и лесбиянки — равноправные и желанные члены нашей общины, наших конгрегаций, молодёжных групп, школ и лагерей, и что община относится и будет относиться к ним с терпимостью и пониманием и стараться помочь им стать лучше.

Раввин Симха Рут — автор тшувы: «Дорогой Давид, или Гомосексуальные отношения в Торе: Галахическое исследование».
Раввинское собрание консервативных иудеев выпустило постановление, согласно которому образ Бога отражён в каждом человеческом существе, независимо от его сексуальной ориентации, и выразило озабоченность тем, что евреи, являющиеся одновременно геями или лесбиянками, подвергаются не только давлению антисемитизма, но и постоянным угрозам физического насилия или гомофобным реакциям отторжения, неприятия, ненависти. Раввинское собрание особо отметило, что гомосексуалы являются равноправными и желанными членами всех еврейских конгрегаций, и что рост количества ВИЧ-инфицированных сделал особенно важной и тревожной проблему гомофобии и страданий гомосексуальных евреев. В заключение Раввинское собрание постановило:
Мы, Раввинское собрание, поддерживая и принимая предпочтение гетеросексуальности как соответствующей нашим традициям, в то же время:
1. Поддерживаем полные гражданские права и равноправное участие геев, лесбиянок, бисексуалов и транссексуалов в нашей национальной и религиозной жизни;
2. Отвергаем и осуждаем преступления и насилие против гомосексуалов и лесбиянок в нашем обществе;
3. Повторяем и подтверждаем, что, как и все евреи, геи, лесбиянки, бисексуалы и транссексуалы являются желанными членами во всех наших конгрегациях;
4. Призываем наши синагоги, фракции и отдельных участников нашего движения повысить свою информированность, понимание, внимание и терпимость по отношению к нашим членам, которые являются геями, лесбиянками, бисексуалами или транссексуалами.

Хотя официальная позиция консервативного иудаизма, выраженная в постановлении КЕЗС, подтверждает, что гомосексуальные отношения квалифицируются как нарушение еврейских законов, большинство рядовых членов движения рассматривает нарушение этого запрета как не более серьёзное, чем нарушения тех запретов, которые большинство консервативных иудеев и так не соблюдает, наподобие запрета тратить деньги в Шаббат или есть некошерную пищу.
Поэтому консервативные иудеи полагают, что нет никакой логической причины видеть гомосексуальность как что-то отличающееся или более греховное, чем поведение любого другого еврея, не полностью соблюдающего все законы Галахи. В этой связи Комиссия Раввинского собрания по изучению человеческой сексуальности рекомендовала привлекать гомосексуальных евреев, наряду с другими, в конгрегации и общины консервативного иудаизма. Эта рекомендация была изложена в специальном пасторальном письме руководства движения ко всем членам и конгрегациям, посвящённом всем аспектам человеческой сексуальности: «Мой любимый, мой друг: Раввинское письмо об интимных отношениях».
В этом письме Раввинское собрание рекомендовало:
1. Синагогальные общины могут встречаться с евреями, являющимися геями и лесбиянками, для того, чтобы изучить явление лицом к лицу и понять, каким образом наши синагоги и конгрегации могут стать более терпимым и желанным местом для них, чтобы они могли прийти к нашей вере. Целью такого общения должно быть потепление отношений между синагогами и евреями-гомосексуалами и их семьями, понимание и принятие того факта, что евреи-гомосексуалы не одиноки и не являются внешней по отношению к нам группой, что они часть нашей общины, нашего движения, и с ними надо обращаться как с равноправными членами общины.
2. В тех случаях, когда наши синагоги и конгрегации имеют специальные программы для поддержки тех или иных компонентов в нашем движении, такие программы могут быть основаны и для геев и лесбиянок и их семей. Например, информация о группах поддержки для родителей и друзей гомосексуалов и лесбиянок могла бы распространяться через наши печатные издания, и синагоги могут быть местом проведения встреч таких групп поддержки. Однако геи и лесбиянки должны, кроме того, участвовать в общей религиозной и общинной жизни конгрегации, не замыкаясь в своих группах.
3. Наши синагоги и школьные учителя могут включать, как часть преподаваемого ученикам образования, раздел о сексуальности человека, а в нём могут предоставлять некоторую информацию о гомосексуальности. В рамках этого курса, однако, следует сделать особый акцент на то, что сексуальная жизнь, хотя и является важной частью жизни каждого из нас, всё же не должна занимать все наши интересы и всю нашу жизнь. Одно из следствий этого положения заключается в том, что евреи-гомосексуалы, так же как евреи-гетеросексуалы, должны заниматься духовным самосовершенствованием и добрыми делами. Другое следствие заключается в том, что евреи-гомосексуалы, так же как евреи-гетеросексуалы, не должны восприниматься узко, как люди, участвующие в тех или иных сексуальных практиках, а прежде всего как люди и евреи, во всей полноте их душ и их взаимодействий с другими людьми.
4. Консервативные синагоги могут организовывать или участвовать в индивидуальных, региональных и национальных программах, направленных на улучшение защиты прав геев, лесбиянок, бисексуалов и транссексуалов.

В прессе высказывалось предположение о том, что некоторые консервативные синагоги в Сан-Франциско (и, возможно, где-то ещё) начали проводить церемонии однополых бракосочетаний. В 2003 году КЕЗС решил рассмотреть эту информацию, однако не принял никакого решения — ни запретительного, ни разрешительного.
11 апреля 2005 года КЕЗС выпустил специальное постановление по поводу однополых браков:
1. Сердцем Торы является концепция святости («Кдуша»), выраженная в словах «Ты должен быть праведником, поскольку я, Б-г твой, свят для тебя». Из этой концепции вытекают правила, регулирующие духовную, ритуальную, социальную и сексуальную жизнь евреев. «Киддушин», освящающий любовь в гетеросексуальном браке, является краеугольным камнем и сердцевиной еврейской жизни.
2. По различным причинам еврейский идеал гетеросексуального брака является невозможным и недостижимым для многих евреев. Мы с уважением и эмпатией относимся к различиям этих людей и призываем их участвовать в жизни наших религиозных общин.
3. Помня о словах Торы: «Возлюби ближнего своего, как самого себя», мы призываем наше движение сделать наши конгрегации и образовательные институты максимально терпимыми и благоприятствующими ко всем евреям, независимо от их семейного статуса или сексуальной ориентации.
4. Условия заключения однополых союзов (не браков) в наших синагогах, возможность принятия открытых геев и лесбиянок в наши раввинские и канторские школы, допустимость тех или иных сексуальных практик для верующих евреев остаются предметом живых дискуссий внутри КЕЗС, и консенсус пока не достигнут.

## Реформистский иудаизм
Реформистский иудаизм, крупнейшая и влиятельнейшая ветвь иудаизма в США, принимает точку зрения, что в свете сегодняшних научных данных о природе гомосексуальности как биологически обусловленной сексуальной ориентации нужна новая, более либеральная и толерантная трактовка еврейского закона. Реформистские религиозные авторитеты пересмотрели и притянули к себе традиционные ортодоксальные взгляды на все моменты еврейского закона, не исключая и тему гомосексуальности. Движение не запрещает открытым геям и лесбиянкам служить раввинами и канторами, хотя приглашение или неприглашение такого раввина — дело каждой общины.
Реформисты рассматривают запрет в Книге Левит как относящийся к гомосексуальной проституции, а не к однополому сексу или гомосексуальности вообще. При этом они утверждают, что соответствующие тексты в Левит направлены против евреев, принимающих идолопоклоннические культы плодородия и соответствующие храмовые сексуальные практики живших рядом язычников-ханаанитов, а не против евреев, практикующих гомосексуальные половые контакты или являющихся гомосексуалами. Другая точка зрения состоит в том, что гомосексуалы и лесбиянки — это не мужчины и женщины, а особые гендеры, у которых гомосексуальность заложена генетически, Божественным велением. Также есть трактовка, согласно которой «не ложись с мужчиною как с женщиною» относится лишь к интрафеморальному (между бедёр) контакту, такому же, какой происходит у мужчины с женщиной, а не к любым однополым контактам вообще.
В конце 1980-х годов главная иешива реформистского движения, Еврейский Объединённый колледж — Еврейский институт религии, изменила условия приёма студентов таким образом, чтобы позволить открытым геям и лесбиянкам поступать и учиться в иешиве.
В 1990 году Центральная конференция американских раввинов (ЦКАР), главный руководящий орган реформистского движения, официально одобрила отчёт их специального комитета по вопросу допустимости гомосексуальности у раввинов. ЦКАР постановил, что «все раввины, независимо от их сексуальной ориентации, должны получить возможность проявить свои способности на святой должности, которую они для себя избрали», и что «все евреи равны в религиозном отношении, независимо от их сексуальной ориентации».
В 1996 году ЦКАР выпустила специальную резолюцию об однополых гражданских браках. Эта резолюция, однако, проводит чёткое различие между гражданским браком и браком религиозным, и гласит:
1. «Хотя все мы можем воспринимать гомосексуальность по-разному — как болезненное, патологическое состояние, как генетически обусловленное отклонение (девиацию или дисфункцию) или как вариант нормы, как равноправное сексуальное предпочтение и образ жизни, мы в любом случае не можем принять концепцию отношений двух гомосексуалов как «брак» внутри контекста иудаизма, поскольку ни одного из необходимых элементов «киддушин» (святости), обычно ассоциируемых с бракосочетанием, такие отношения не содержат»[10].
2. Вместе с тем мы, Центральная конференция американских раввинов, поддерживаем полные и равные права однополых геевских и лесбийских пар на гражданский брак, и
3. Также ЦКАР выступает против усилий правительства запретить однополые гражданские браки геев и лесбиянок,
4. И также ЦКАР заявляет, что однополые гражданские браки — это вопрос гражданского законодательства, и должен рассматриваться отдельно от вопроса о допустимости заключения однополых союзов при помощи раввина.

В 1998 году Комиссия ЦКАР по сексуальности человека выпустила постановление, принятое подавляющим большинством голосов (11 раввинов выступили за, 1 раввин против, 1 воздержался), которое гласит, что святость еврейского брака «может присутствовать в однополых семейных отношениях между двумя евреями, основанных на любви и взаимном согласии», и что «такого рода отношения также могут служить основой стабильных еврейских семей, тем самым укрепляя еврейскую общину».
Это постановление призывало ЦКАР поддержать реформистских раввинов в исполнении обрядов однополого бракосочетания. В том же 1998 году Комитет Тшувы ЦКАР выпустил длинную «тшуву» (раввинистическое постановление), которая предлагала детальную аргументацию обеих сторон по вопросу о том, может ли реформистский раввин проводить церемонии бракосочетания для однополых пар.
В марте 2000 года ЦКАР выпустила новую резолюцию, гласящую:
```
«Мы постановляем, что взаимоотношения стабильной однополой еврейской пары, основанной на любви и взаимном согласии, заслуживают узаконивания и признания через соответствующий еврейский ритуал. Мы также признаём, что нам известно о значительном разбросе мнений в наших организациях и у наших раввинов по вопросу о допустимости однополых браков в реформистском движении. Поэтому мы постановляем, что мы поддерживаем и уважаем решения как тех раввинов, которые считают для себя возможным проводить церемонии однополых бракосочетаний, так и тех, которые этого делать не будут».
```

Однако в России дела обстоят не так благополучно: после того как в начале апреля 2006 года единственная женщина-раввин в России Нелли Шульман провела обряд благословения лесбийского союза, в «Объединение религиозных общин современного иудаизма в России» (ОРОСИР) разгорелся скандал, в результате которого глава реформистов раввин Зиновий Коган вышел из его состава, заявив: «При активном участии р. Нелли Шульман усилился отход ОРОСИР от традиционных моральных ценностей иудаизма. Однополые браки противоречат морали иудаизма, в том числе и современного».
В 2009 году был опубликован «Сиддур Шаар Захав», молитвенник, написанный с учётом жизни и потребностей как LGBTQ, так и гетеросексуальных и цисгендерных евреев.
В 2015 году раввина Дэвида Эджер стала первой открытой гомосексуальной женщиной-президентом Центральной конференции американских раввинов, крупнейшей и старейшей раввинской организации Северной Америки.
Также, в 2015 году был выпущен еврейский молитвенник Мишкан Ханефеш, предназначенный для реформирования еврейских молитвенников к Дню Святых. В нём заменена строка из более раннего молитвенника «Врата покаяния», в котором конкретно упоминалась радость жениха и невесты, на строку «радоваться вместе с парами под хупой [свадебным балдахином]», и добавлен третий, негендерный вариант к тому, как верующие призываются к Торе, предлагая «мибейт», в дополнение к традиционному «сын» или «дочь».

## Реконструктивистский иудаизм

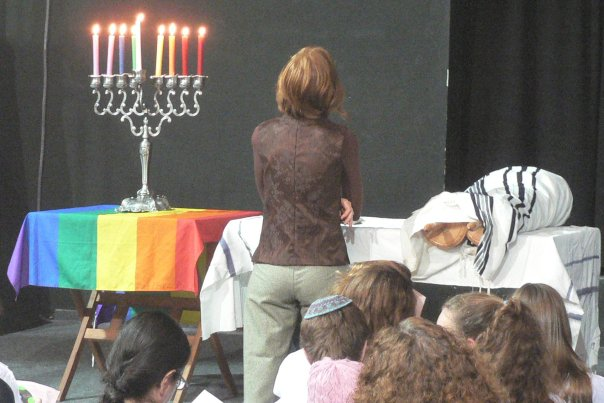
Миньян. Иудейская ЛГБТ-община во время праздника Ханука

Реконструктивистский иудаизм рассматривает гомосексуальность как нормальное выражение человеческой сексуальности и приглашает геев и лесбиянок, бисексуалов и транссексуалов присоединяться к реконструкционистским общинам и полноценно участвовать во всех аспектах жизни общин.
Реконструктивистский раввинский колледж (иешива) принимает геев, лесбиянок, бисексуалов и транссексуалов на свои раввинские и канторские программы обучения наравне с гетеросексуалами. Ассоциация реконструктивистских раввинов (АРР) поощряет своих членов проводить церемонии однополых бракосочетаний, однако не требует от своих членов обязательно делать это, оставляя этот вопрос на личное усмотрение каждого раввина.
В 2007 году, Реконструкционистская раввинская ассоциация избрала президентом раввина Тобу Спитцера, первого открытого ЛГБТ-человека, избранного главой раввинской ассоциации в Соединённых Штатах. В 2011 году Сандра Лоусон стала первой открытой гомосексуалисткой-раввином афроамериканкой и первая афроамериканка принятая в Реконструкционистский раввинский колледж; она была рукоположена в июне 2018 года, что сделало её первой в мире открытой раввинкой-гомосексуалкой и чернокожей раввинкой. В 2013, Реконструкционистская раввинская ассоциация избрала в качестве президента Джейсона Кляйна, который стал первым открытым гомосексуалом, избранным как глава национальной раввинской ассоциации, одной из основных иудейских деноминаций в Соединённых Штатах. Также в 2013 году, раввина Дебора Ваксман была избрана президентом Реконструкционного раввинского колледжа. Как президент, она считается первой женщиной и первой лесбиянкой, которая возглавила конгрегационный союз и первой женщиной-раввином и первой лесбиянкой, возглавившей еврейскую семинарию; Реконструкционный раввинский колледж — это и конгрегационный союз, и семинария.